# Caperonotus
Caperonotus is een kevergeslacht uit de familie van de boktorren (Cerambycidae). De wetenschappelijke naam van het geslacht werd voor het eerst geldig gepubliceerd in 1993 door Napp.

## Soorten
Caperonotus omvat de volgende soorten:
- Caperonotus cardinalis (Bates, 1870)
- Caperonotus guianensis Dalens & Touroult, 2009
- Caperonotus superbus (Aurivillius, 1897)
- Caperonotus tucurui Napp & Monné, 2008